# Ultravox! (álbum)
Ultravox! es el álbum debut de la banda británica de new wave Ultravox!, lanzado el 25 de febrero de 1977 por Island Records. Fue grabado en otoño de 1976, siendo producido por la banda misma, el ex-Roxy Music Brian Eno (a quien el cantante de la banda, John Foxx, le debía influencia musical) y Steve Lillywhite. En ese entonces, el grupo tenía añadido el signo de admiración (!) al final de su nombre, inspirándose en la banda alemana de krautrock Neu!. 
Este es el primer álbum de la alineación original de la banda, liderada en ese entonces por John Foxx (Midge Ure, quien lo reemplazaría en 1979 y cosecharía éxitos con el grupo, estaba en ese entonces en su natal Escocia, integrando Slik). En ese entonces, la banda tenía un estilo más orientado al rock que a la electrónica, con la cual sus miembros estaban recién tratando, como se muestra en la canción "My Sex".
La alineación estaba compuesta en ese entonces por el cantante John Foxx, el bajista Chris Cross, el guitarrista Stevie Shears, el baterista Warren Cann y el tecladista y violinista Billy Currie.
Aunque Ultravox!, Brian Eno y Steve Lillywhite produjeron conjuntamente el álbum, B. Eno sólo se encargó dos temas, Dangerous Rhythm y "My Sex", ambas lanzadas originalmente en el sencillo debut homónimo de la primera), mientras la mayoría de las canciones fueron tratadas por S. Lillywhite (más tarde productor de éxitos de U2 y Simple Minds).

## Contenido
1. Sat'day Night In the City Of The Dead - 2:37
2. Life At Rainbow's Day (For All Tax Exiles On The Main Street) - 3:45
3. Slip Away - 4:20
4. I Want To Be A Machine - 7:25
5. Wide Boys - 3:20
6. Dangerous Rhythm - 4:20
7. Lonely Hunter - 3:46
8. The Wild, The Beautiful And The Damned - 5:53
9. My Sex - 3:03

Canciones extras (edición 2006):
1. Slip Away (en vivo)
2. Modern Love (en vivo)
3. The Wild, The Beautiful And The Damned (en vivo)
4. My Sex (en vivo)

## Créditos

### Banda
- John Foxx: voz; armónica en "Sat'day Night In the City Of The Dead".
- Stevie Shears: guitarra.
- Chris Cross: bajo eléctrico, coro.
- Warren Cann: batería, coro.
- Billy Currie: teclado y violín.

### Producción
- Brian Eno: primer productor.
- Steve Lillywhite: segundo productor.
- Terry Barham: ingeniero asistente.